# Andreu Dameson
Andreu Dameson Aspa (La Garriga, 17 de septiembre de 1897 - Buenos Aires, Argentina, 11 de abril de 1968) fue un dibujante español.

## Biografía
Estudio dibujo en Barcelona y en París, pero se trasladó a Argentina, donde en 1923 inició su colaboración en los diarios La Acción, Diario del Plata y  La Unión. Fue director artístico de la revista Atlántida durante años. Regresó a Cataluña a causa de la muerte de su padre però volvió a Argentina el 1927. El año siguiente se casó y tuvo un hijo. El año 1932 tomó parte en un concurso internacional de caricaturas celebrado en Nueva York donde obtuvo el primer premio con una caricatura de Francesc Macià, Presidente de la Generalidad de Cataluña, en competencia con otros artistas internacionales.
Hizo exposiciones en Barcelona, París y Argentina de caricaturas de Mahatma Gandhi, Francesc Macià, Francesc Cambó y George Bernard Shaw entre otros. Esta última fue adquirida por el propio Bernard Shaw. En el año 1932 retornó a Cataluña y en el 1933 fue nombrado hijo predilecto de La Garriga. Durante la guerra civil hizo una exposición de dibujos y retratos de jefes de Estado internacionales, el producto de la cual fue destinado a la ayuda de los huérfanos catalanes de la guerra.
Acabada la contienda, se exilió primero en Francia. Fue internado en el campo de Argelès-sur-Mer de donde logró evadirse y consiguió, junto a su esposa e hijo, pasaje en el vapor Massilia en el cual llegó a Buenos Aires (Argentina), de donde ya no volvería. Allí trabajó y colaboró en los diarios y revistas Crítica, Ressorgiment y Catalunya', fue asiduo del Casa Català de Buenos Aires, se consolidó como caricaturista e ilustrador y tuvo cargos en el Ministerio de Educación argentino. Su dibujo para la portada del número de noviembre de 1940 de la revista Catalunya de Buenos Aires, que era una alegoría por la ejecución de Lluís Companys dio la vuelta al mundo. Con Jorge Luis Borges compartió la dirección de Los Anales de Buenos Aires. Murió el jueves santo de 1968 y fue enterrado en el cementerio de la Chacarita.